# Квічаль вохристоволий
Квіча́ль вохристоволий (Zoothera machiki) — вид горобцеподібних птахів родини дроздових (Turdidae). Ендемік Індонезії.

## Опис
Довжина птаха становить 21-22 см. Верхня частина тіла коричнева, поцяткована темними лускоподібними плямками, хвіст рудувато-коричневий, на крилах світлі смуги. Нижня частина тіла поцяткована чорними лускоподібними плямками. Горло, груди і живіт золотисто-охристі, нижня частина живота і боки білуваті. Дзьоб чорний, знизу біля основи жовтуватий, лапи охристі або тілесного кольору.

## Поширення і екологія
Вохристоволі квічалі мешкають на островах Ямдена і Ларат в архіпелазі Танімбар. Вони живуть у вологих рівнинних тропічних лісах і чагарникових заростях.

## Збереження
МСОП класифікує стан збереження цього виду як близький до загрозливого. Вохристоволим квічалям загрожує знищення природного середовища.